# Józef Korbicz
Józef Korbicz (ur. 19 marca 1951 w Wysokiej koło Szprotawy) – doktor habilitowany, inżynier, profesor zwyczajny na Uniwersytecie Zielonogórskim. Członek rzeczywisty PAN.

## Obszar działalności naukowej
- diagnostyka procesów: detekcja i lokalizacja uszkodzeń, metody analityczne, obliczenia inteligentne, odporne obserwatory
- metody i techniki sztucznej inteligencji: sztuczne sieci neuronowe, systemy neuronowo-rozmyte, systemy eksperckie, obliczenia ewolucyjne
- modelowanie i symulacja procesów z czasoprzestrzenną dynamiką: rozmieszczanie czujników pomiarowych, filtry Kalmana, identyfikacja parametrów
- zastosowania: ochrona powietrza, energetyka i przemysł cukrowniczy

## Zatrudnienie
Uniwersytet Zielonogórski (dawniej Politechnika Zielonogórska/Wyższa Szkoła Inżynierska). Pełnione funkcje:
- dyrektor Instytutu Sterowania i Systemów Informatycznych: 1992-2024 (założyciel)[2]
- prorektor ds. nauki i  współpracy z zagranicą: 1999–2008
- dziekan Wydziału Elektrycznego: 1996–1999

## Stopnie i tytuły
- magister: 1975, Politechnika Kijowska, Ukraina
- doktor: 1980, Politechnika Kijowska, Ukraina
- doktor habilitowany: 1986, Politechnika Kijowska, Ukraina
- profesor: 1993, Instytut Badań Systemowych Polskiej Akademii Nauk, Warszawa

## Najważniejsze książki z ostatnich lat
- Kulczycki P., Korbicz J., Kacprzyk J. (Eds.): Fractional Dynamical Systems: Methods, Algorithms and Applications – Cham: Springer, 2022, 397 p.
- Kulczycki P., Korbicz J., Kacprzyk J. (Red.): Automatic Control, Robotics, and Information Processing – Berlin: Springer, 2021, 843 s.
- Korbicz J., Maniewski R., Patan K., Kowal M. (Eds.): Current Trends in Biomedical Engineering and Bioimages Analysis – Berlin: Springer, 2020, 338 p.
- Korbicz J., Kowal M. (Eds.): Intelligent Systems in Technical and Medical Diagnostics – Berlin: Springer, 2014, 536 p.
- Tadeusiewicz R., Korbicz J., Rutkowski L., Duch W. (Red.): Sieci neuronowe w inżynierii biomedycznej – Inżynieria biomedyczna. Podstawy i zastosowania, tom 9, Warszawa: Akademicka Oficyna Wydawnicza EXIT, 2013, 745 s.
- Korbicz J., Kościelny J.M. (Eds.): Modeling, Diagnostics and Process Control: Implementation in the DiaSter System – Berlin: Springer, 2010, 384 p.
- Korbicz J., Kościelny J.M. (Red.): Modelowanie, diagnostyka i sterowanie nadrzędne procesami. Implementacja w systemie DiaSter – Warszawa: Wydawnictwa Naukowo-Techniczne, 2009, 446 s.
- Korbicz J., Kościelny J.M., Kowalczuk Z., Cholewa W. (Eds.): Fault Diagnosis: Models, Artificial Intelligence, Applications – Berlin: Springer, 2004, 920 p.
- Korbicz J., Kościelny J.M., Kowalczuk Z., Cholewa W. (Red.): Diagnostyka procesów. Modele, metody sztucznej inteligencji, zastosowania – Warszawa: Wydawnictwa Naukowo-Techniczne, 2004, 828 s.

## Zagraniczne pobyty naukowe
Visiting professor
- Rosja: Far Eastern Federal University, Vladivistok, 2015
- Francja: Nancy University, 2009
- Chiny: University of Hong Kong, 2006
- Australia: Swinburne University, Melbourne, 2006
- USA: University of Alaska, Fairbanks, 2002 oraz University of Colorado, Boulder, 1994 i 1996
- Kanada: University of Alberta, Edmonton, 2002 oraz University of Quebec, Hull, 1992

Staże i stypendia
- Niemcy: University of Duisburg oraz University of Wuppertal – stypendium DAAD, 1994
- USA: Virginia University, Charlottesville oraz University of Colorado, Boulder – stypendium IREX, 1991
- Ukraina: Politechnika Kijowska oraz Instytut Cybernetyki Akademii Nauk Ukrainy – staż habilitacyjny, 1983–1986

## Członkostwa
Międzynarodowe
- Institute of Electrical and Electronics Engineers (IEEE): Systems, Man and Cybernetics Society oraz Control Systems Society, od 1992; life senior member, od 2022
- International Federation of Automatic Control (IFAC): Technical Committee – Detection, Supervision and Safety for Technical Processes, SAFEPROCESS, od 1997

Krajowe
- Polska Akademia Nauk (PAN): członek korespondent, od 2007; członek rzeczywisty, od 2020
- Komitet Automatyki i Robotyki PAN, od 1993
- Zespół PAN ds. Współpracy z Międzynarodowym Instytutem Analizy Systemowej w Laxenburgu k. Wiednia (IIASA), 2003–2010
- Dyrekcja Międzyuniwersyteckiego Centrum Informatyzacji, 2008–2012

## Stanowiska związane z działalnością naukową
- założyciel i redaktor naczelny kwartalnika International Journal of Applied Mathematics and Computer Science, od 1991[3]
- przewodniczący Komitetu Automatyki Robotyki PAN, 2015-2024; Przewodniczący Sekcji Systemów Inteligentnych Komitetu (1996-2015)
- przewodniczący Rady Naukowej Instytutu Badań Systemowych PAN, od 2015
- przewodniczący Komisji Cybernetyki Technicznej Oddziału PAN w Poznaniu (2003–2015)
- przewodniczący Komisji Automatyki i Informatyki Oddziału PAN w Poznaniu (2015–2019)
- przewodniczący Komisji Informatyki i Automatyki Oddziału PAN w Poznaniu, od 2020
- przewodniczący Rady Dyscypliny Informatyka Techniczna i Telekomunikacja UZ[4]: od 2019
- prezes Lubuskiego Towarzystwa Naukowego w Zielonej Górze, 1993-2021

## Odznaczenia i nagrody
- Medal Zasłużonym dla Politechniki Rzeszowskiej im. Ignacego Łukasiewicza, 2018
- Medal 50 lat Wydziału Informatyki, Elektrotechniki i Automatyki Uniwersytetu Zielonogórskiego, 2017
- Srebrny medal 100-lecia Odnowienia Tradycji Politechniki Warszawskiej (Wydział Mechatroniki), 2016
- Dyplom Honorowego Ambasadora Kongresów Polski – Polska Organizacja Turystyczna i Stowarzyszenie "Konferencje i Kongresy w Polsce", 2016
- Krzyż Kawalerski Orderu Odrodzenia Polski, 2012 (M.P. z 2013, poz. 233)
- Medal Komisji Edukacji Narodowej, 2000
- Złoty Krzyż Zasługi, 1999
- zespołowa nagroda naukowa Ministra Edukacji Narodowej i Sportu, 2003
- indywidualne nagrody naukowe Ministra Edukacji Narodowej i Sportu, 1987 i 1989
- indywidualne i zespołowe nagrody Rektora Uniwersytetu Zielonogórskiego (wcześniej Politechniki Zielonogórskiej), corocznie 1987-2016
- Medal im. prof. Pawła Jana Nowickiego, Stowarzyszenie Elektryków Polskich, 2013
- Certificate-Diploma of the Polish Neural Networks Society in recognition of outstanding contribution to the development of computational intelligence, 2014